# Powiat władysławowski
Powiat lub ujezd władysławowski dawny powiat województwa suwalskiego Królestwa Kongresowego a potem guberni suwalskiej. Siedzibą powiatu był Władysławów na Litwie. 

## Wzmianka z 1893
Powiat guberni suwalskiej, utworzony w 1867 z zachodniej połowy dawnego powiatu maryampolskiego, obejmuje 32,22 mil kwadrat. Zajmuje on północno-zachodnią część obszaru guberni. Graniczy od płd. z pow. wyłkowyskim, od wschodu z maryampolskim, część wschodniej i północną granicę stanowi Niemen, odgraniczający powiat od guberni kowieńskiej, od zachodu Szeszupa oddziela obszar powiatu od powiatu piłkałowskiego w Prusach Wschodnich. Powiat zajmuje część niziny ciągnącej się na północ wyżyny pojezierza aż ku Bałtykowi. Średnie wzniesienie wynosi od 180 do 200 stóp. Kierunek pochylenia poziomu spotykamy tu przeważnie od południa ku północy i od płd.-wsch. ku płn.-zach.
Najwyższym punktem jest wyniosłość pod Sudargami, niedaleko Szeszupy, wzn. 277 stóp. W północnej połowie ciągnie się słabo wzniesiony obszar lesisty, którego wody uprowadzają do Szeszupy równolegle prawie płynące rzeczki: Jotyja i Sesarka. Wypływają one z najwynioślejszego obszaru okolic Szak, skąd również biorą początek Aukspirta i Penta, uchodząca do Szeszupy pod wsią Ponowie. 
Ze wsch.-płn. części powiatu, lesistej i wzniesionej, spływają do Szeszupy rzeczki: Wysoka, Miluppa (pod Tumpejami) i Nienuppa (pod Narwojciami). Dopływy prawe Szeszupy przedstawiają układ wachlarzowaty. Do Niemna spływają tylko drobne, krótkie strumienie. 
Gleba powiatu jest na ogół żyzna, w części czarnoziemna, sprzyja uprawie zbóż, lnu i kartofli. W r. 1887 wysiano w powiecie: 23419 czetw. oziminy, 39657 cz. jarzyny i 24431 cz. kartofli, zebrano zaś: 154110 oziminy, 176209 jarzyny, 211936 kartofli. Obszar lasów rządowych obejmuje 40225 mr. i stanowi dwa leśnictwa: Gryszkabuda i Sudargi. Ludność powiatu z 64396 w r. 1867, wzrosła do 77745 w 1890 r.